# Margao
Margao (o Madgaon, in portoghese Margão) è una città dell'India di 78.393 abitanti, capoluogo del distretto di Goa Sud, nello territorio federato di Goa. In base al numero di abitanti la città rientra nella classe II (da 50.000 a 99.999 persone).

## Geografia fisica
La città è situata a 15° 18' 0 N e 73° 57' 0 E e ha un'altitudine di 10 m s.l.m..

## Società

### Evoluzione demografica
Al censimento del 2001 la popolazione di Margao assommava a 78.393 persone, delle quali 39.829 maschi e 38.564 femmine. I bambini di età inferiore o uguale ai sei anni assommavano a 8.497, dei quali 4.427 maschi e 4.070 femmine. Infine, coloro che erano in grado di saper almeno leggere e scrivere erano 59.700, dei quali 31.603 maschi e 28.097 femmine.